# Tu scendi dalle stelle
Tu scendi dalle stelle [tu ˈʃendi dalle ˈstelle] ist wohl das bekannteste italienische Weihnachtslied. Komponiert wurde es um die Mitte des 18. Jahrhunderts vom neapolitanischen Theologen und späteren Bischof Alfonso Maria de Liguori.

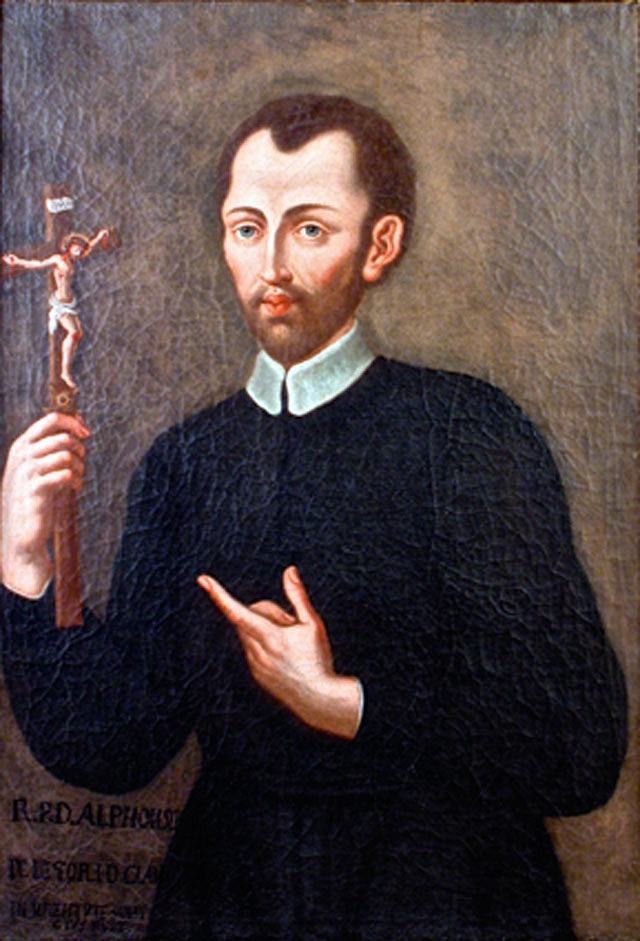
Alfonso Maria de' Liguori

Obwohl es im Original sieben Strophen umfasst, werden meist nur die ersten drei gesungen. Früher wurde das Lied oft von Pifferari und Zampognari begleitet.

## Geschichte
Die Angaben über die Entstehung des Liedes sind widersprüchlich. Auf einer Missionsreise in Apulien soll Alfonso Maria de Liguori im Dezember 1744 in einer Nacht sieben Strophen des Liedes geschrieben und es am folgenden Tag in der Messe gesungen haben. Andere Quellen geben 1755 als Entstehungsjahr an, das ökumenische Heiligenlexikon nennt 1754.
Dank seines volksliedhaften Charakters, der eingängigen Melodie in Terzen und dem wiegenden Sechsachteltakt wurde das Lied schnell vom Volk übernommen. Die Melodie leitete de Liguori vom Weihnachtslied «Quanno nascette Ninno» aus dem Jahr 1650 ab, zu dem er zuvor einen Text in neapolitanischer Sprache verfasst hatte.
Offenbar konnte sich der originale neapolitanische Text von Alfonso Maria de Liguori nicht durchsetzen. Der heute übliche italienische Text soll von Papst Pius IX. verfasst worden sein.

## Verbreitung
Tu scendi dalle stelle wird zur Weihnachtszeit in vielen Ländern von zahllosen Chören gesungen. Giuseppe Verdi soll gesagt haben, ohne dieses Lied wären Weihnachten keine Weihnachten. Zahlreiche bekannte Interpreten wie Luciano Pavarotti, Andrea Bocelli, Adriano Celentano, Die Prinzen und Renata Scotto haben das Lied eingespielt. Am 24. Dezember 2012 wurde es am Weihnachtsgottesdienst im Petersdom in Rom gesungen.

## Text und Melodie
Tu scendi dalle stelle,

O Re del Cielo,

e vieni in una grotta,

al freddo al gelo.

O Bambino mio Divino

Io ti vedo qui a tremar,

O Dio Beato

Ahi, quanto ti costò

l'avermi amato!

A te, che sei del mondo

il Creatore,

mancano panni e fuoco;

O mio Signore!

Caro eletto Pargoletto,

Quanto questa povertà

più mi innamora!

Giacché ti fece amor

povero ancora!
Du steigst von den Sternen herab,

o König des Himmels,

und kommst in eine Höhle,

bei Kälte und Eis.

O mein göttliches Kindlein,

ich sehe dich hier zittern.

O mein heiliger Gott!

Ach, soviel hat es dich gekostet,

mich zu lieben.

Dir, der du der Schöpfer

der Welt bist,

fehlt es an Decken und Feuer,

o mein Herr.

Liebes auserwähltes Kindlein,

wie sehr macht deine Armut

mich dich mehr lieben,

da Liebe dich

auch noch arm gemacht.